# Rue Paul-Vaillant-Couturier (Argenteuil, Val-d'Oise)
Pour les articles homonymes, voir Rue Paul-Vaillant-Couturier.
La rue Paul-Vaillant-Couturier est une voie de communication d'Argenteuil dans le Val-d'Oise.

## Situation et accès

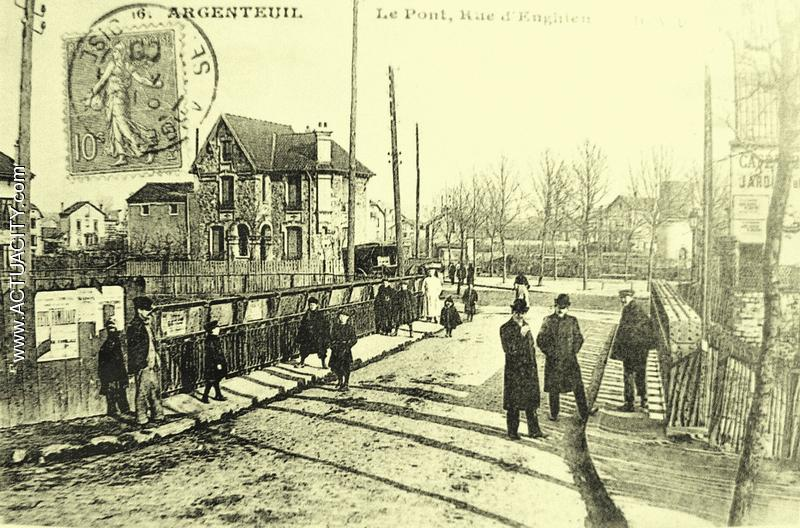
La rue d'Enghien et le pont ferrovaire.

Cette rue commence son tracé à l'ouest dans l'axe de la rue Henri-Barbusse (anciennement rue de Saint-Germain), au croisement avec la rue du 8-Mai-1945.
Elle rencontre notamment la rue de l'Hôtel-Dieu, passe la rue de la Liberté puis la rue Antonin-Georges-Belin puis croise l'avenue Gabriel-Péri.
Elle se termine place Pierre-Semard, à l'intersection avec le boulevard Karl-Marx et la rue du Docteur-Leray et se prolonge à l'est par la route d'Enghien qui traverse la ligne ferroviaire.
Elle est le principal accès au centre ville depuis la gare d'Argenteuil.

## Origine du nom

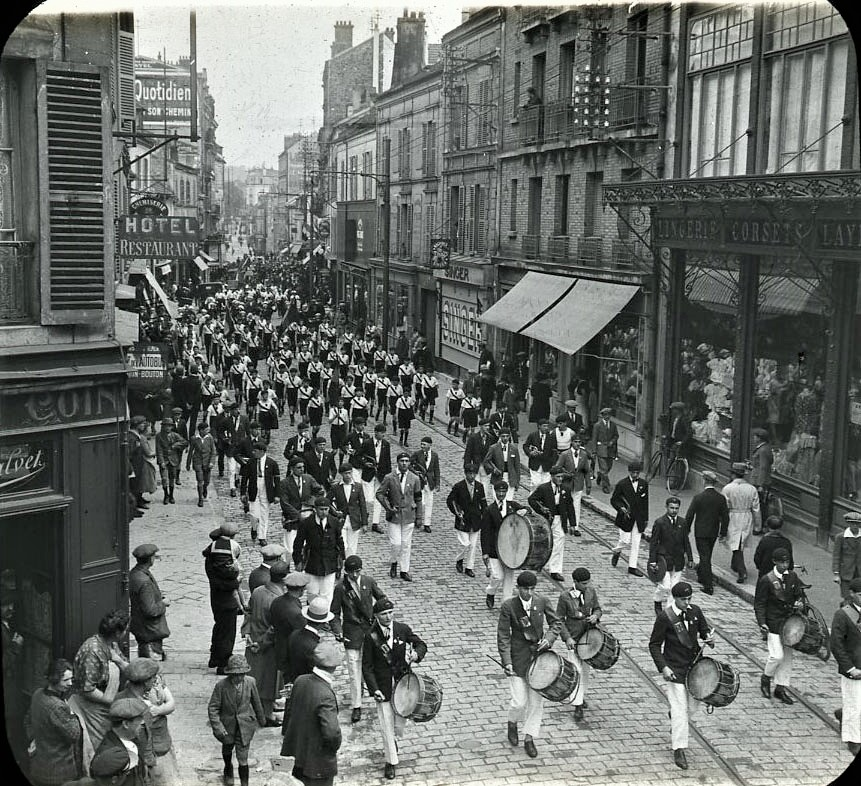
Défilé de gymnastes dans la Grande Rue (1927). Au fond, l'actuelle place Pierre-Semard ; on note à droite de la voie les rails du tramway.

Cette rue tient son nom de Paul Vaillant-Couturier, (1892-1937), écrivain, journaliste et homme politique français, cofondateur du Parti communiste français.

## Historique
Cette voie de communication s'appelait autrefois Grande-Rue pour la partie dans le centre-ville, et s'arrêtait au carrefour de la Croix-Blanche. Au XIXe siècle, elle fut prolongée vers l'est sous le nom de rue d'Enghien, pour atteindre la voie ferrée.
Jusque dans les années 1930, elle était parcourue par la ligne 61 des tramways de la Société des transports en commun de la région parisienne.

## Bâtiments remarquables et lieux de mémoire
- À son extrémité ouest, la Basilique Saint-Denys d'Argenteuil, construite en 1862.
- Au no 83, une fontaine Wallace[5].
- Au no 107, une cave dimière datant du début du XIIIe siècle. Elle fut utilisée  au XXe siècle comme local de stockage pour une quincaillerie, et est aujourd'hui transformée en salle de concert.
- À la proximité immédiate de celle-ci se trouvait la maison natale de Georges Braque, aujourd'hui détruite et signalée par une simple plaque.

## Voir aussi

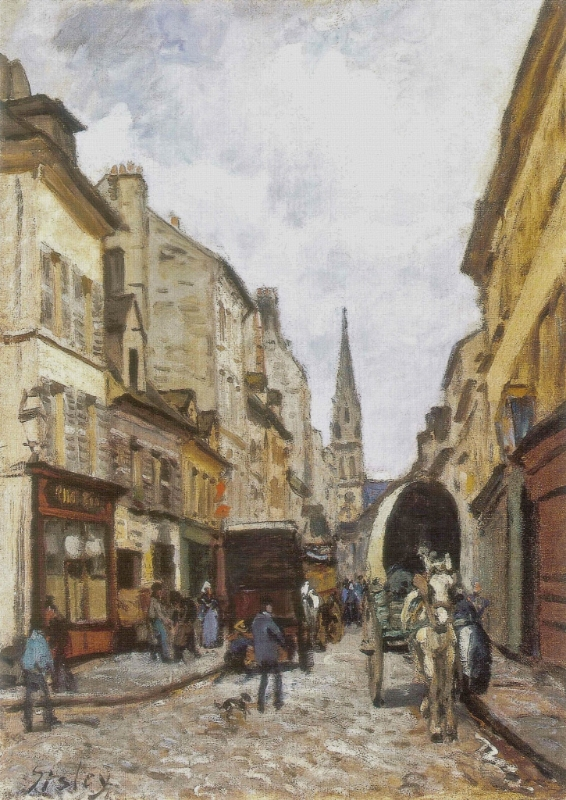
La Grande-Rue à Argenteuil, Alfred Sisley.